# Gamal Abdel Nasser
Gamal Abdel Nasser (Arabisch: جمال عبد الناصر, ǧamāl ʿabd an-nāṣir) (ook Djamal Abd al-Nasser) (Alexandrië, 15 januari 1918 – Caïro, 28 september 1970) was de tweede president van Egypte. Hij wordt gezien als een van de belangrijkste Arabische leiders in de geschiedenis.

## Jeugd
Nasser werd geboren in Alexandrië als zoon van een postbeambte. Reeds op 16-jarige leeftijd was hij de leider van een studentendemonstratie tegen de Britse invloed in Egypte. Hij las werken van Rousseau en Voltaire, maar ook van de hervormingsgezinde Arabische schrijvers Moestafa Kamil en Mohammed Abdoeh. Hij flirtte met de Wafd-partij, met de extreemrechtse groenhemden van Misr al-Fatat en met de moslimbroeders. Uiteindelijk koos hij voor het socialisme.

## Militaire carrière
Wegens zijn lage sociale afkomst en zijn politieke activiteiten werd hij aanvankelijk geweigerd aan de militaire academie. Vanaf 1937 kon hij toch een officiersopleiding volgen aan de militaire academie en hij promoveerde in 1938. In 1942 werd hij als docent aan de militaire academie aangesteld. Kort daarna richtte hij een geheime organisatie op genoemd de Vrije Officieren. Hij nam deel aan de Arabisch-Israëlische Oorlog van 1948 waarin hij gewond raakte.

## Politiek
Op 23 juli 1952 voerden de Vrije Officieren een geweldloze staatsgreep uit, waarbij zij de corrupte koning Faroek I verdreven. Generaal Ali Mohammed Naguib, volgens Arabieren een van de helden van de Arabisch-Israëlische oorlog, werd aangesteld als eerste minister. Na het uitroepen van de republiek op 18 juni 1953 werd deze laatste ook de eerste president van Egypte. Nasser zelf (ondertussen kolonel geworden) nam de functies van vicepremier en minister van Binnenlandse Zaken op zich.
Toen Naguib aanstalten maakte om de politieke partijen opnieuw toe te laten kwam Nasser op 17 april 1954 tussenbeide en ontnam hem het premierschap. Op 14 november 1954 werd Naguib, beschuldigd van medeplichtigheid aan een aanslag op Nasser door de Moslimbroederschap, uit al zijn functies ontzet. Nasser zelf nam de post van premier op zich. Twee jaar later werd hij de tweede president van Egypte, na een verkiezing waarbij hij de enige kandidaat was.

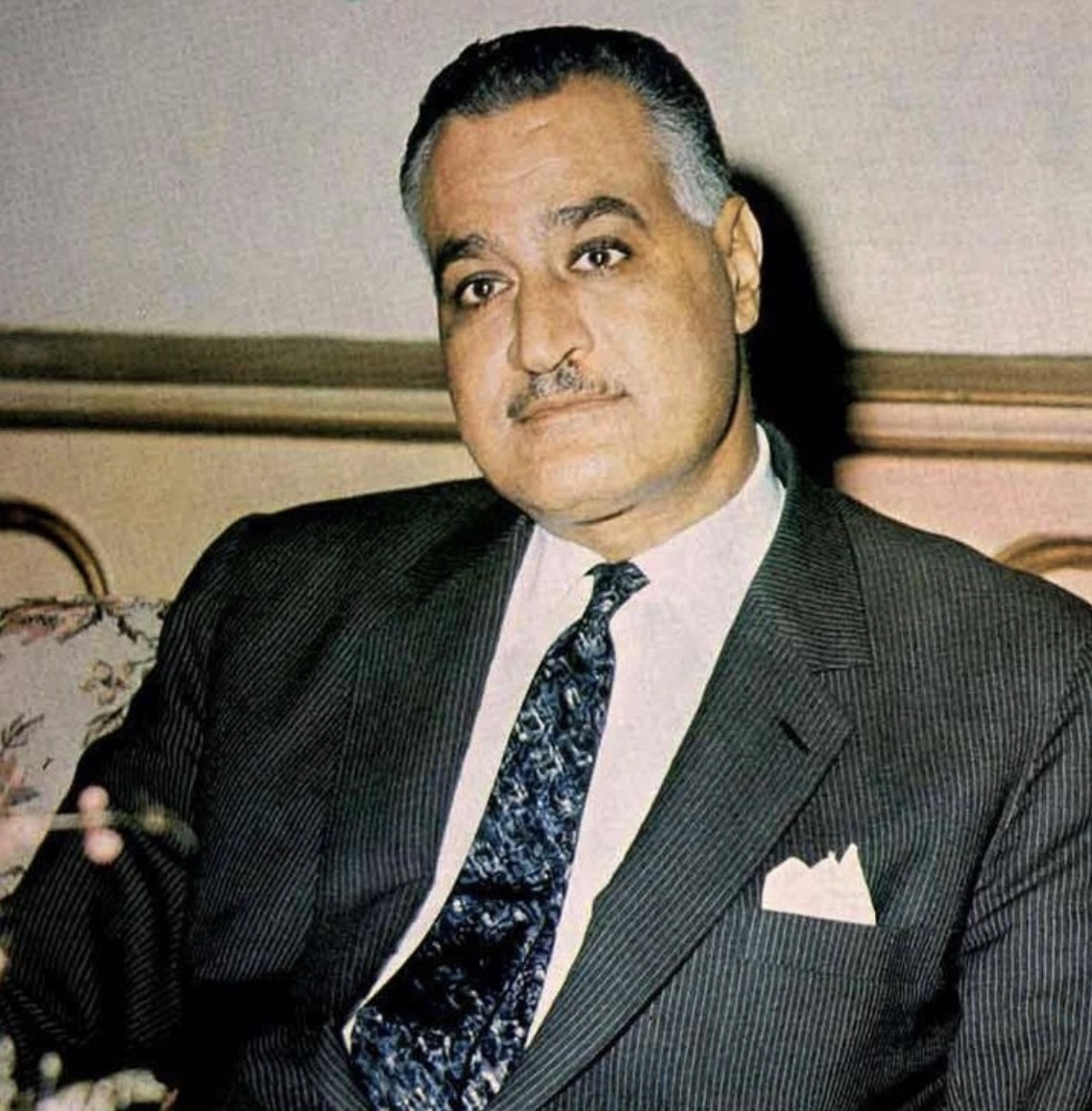
Gamal Abdel Nasser

In 1956 probeerde Nasser een lening los te krijgen van de Verenigde Staten en het Verenigd Koninkrijk om de bouw van de Aswandam op de Nijl te bekostigen. Toen dat niet lukte kondigde hij op 26 juli de nationalisering aan van het Suezkanaal. Dit veroorzaakte de Suezcrisis. Deze begon op 29 oktober met een aanval door Israël dat het Sinaïschiereiland bezette en doorstootte tot Gaza en het Suezkanaal. De Fransen en de Britten, die hun belangen in het gebied verloren zagen gaan, eisten, volgens tevoren met Israël gemaakte afspraak, dat zowel Egypte als Israël zich tot 10 mijl van het Suezkanaal zouden terugtrekken, waarbij Egypte dus zowel het Suezkanaal als Sinaï zou moeten prijsgeven. Toen dat door Nasser afgewezen werd, landden op 5 november troepen van de Brits-Franse coalitie bij het kanaal. Onder druk van zowel de Verenigde Staten als de Sovjet-Unie in de Verenigde Naties, moest de coalitie echter haar eisen opgeven en haar troepen terugtrekken. De Israëli's, die het Egyptische leger verslagen hadden, verkregen in ruil voor hun terugtrekking uit het Sinaïschiereiland de toezegging dat de acties van de Fedayin vanaf Egyptisch grondgebied zouden stoppen. Ondanks het succes van Israël won Nasser heel wat respect binnen de Arabische wereld door zijn onverzettelijke houding ten opzichte van de "imperialisten".
In 1958 gingen Egypte en Syrië op in één staat, de Verenigde Arabische Republiek (VAR), met Djamal Abd al-Nasser als president en de Nationale Unie als enige politieke partij. Kort daarop werd ook Noord-Jemen opgenomen in deze unie. In 1961 verliet Syrië de unie. In 1965 werd Nasser zonder tegenstand herkozen als president van de VAR.
In 1967 sloot Nasser de Golf van Akaba af voor de Israëlische schepen en stuurde massaal troepen naar de grens met Israël, hetgeen aanleiding werd tot de Zesdaagse Oorlog met Israël. Na zijn nederlaag in dit conflict nam Nasser zijn verantwoordelijkheid en bood zijn ontslag aan. Hij bleef echter toch in functie na massale demonstraties ten gunste van zijn aanblijven. Een paar dagen later trok hij ook het premierschap en het leiderschap van de enige toegelaten politieke partij, de Arabische Socialistische Unie, naar zich toe. De militaire en sociaaleconomische heropbouw had plaats met de hulp van de Sovjet-Unie, waarvan de invloed in Caïro dan ook steeds groter werd.
Op 28 september 1970 stierf Nasser aan een hartaanval in zijn villa bij Caïro. Hij werd als president opgevolgd door Mohammed Anwar al-Sadat.

## Privéleven
Nasser huwde in 1944 in Caïro met Tahia Khazim, de dochter van een Perzische zakenman. Het koppel kreeg twee zonen en twee dochters.

## Onderscheiding
- Grootmeester in de Orde van de Republiek
- Grootmeester in de Orde van de Verdienste
- Grootmeester in de Orde van de Rechtschapenheid
- Grootmeester in de Orde van de Onafhankelijkheid
- Orde van de Kroon van het Rijk in 1965[2]
- Leninorde
- Held van de Sovjet-Unie op 13 mei 1964
- Ereburger van de stad Belgrado in 1956
- Orde van de Strijdmakkers van O.R. Tambo (SCOT) op 29 december 2004
- Grootkruis in de Orde van de Witte Roos